# ウィキペディア革命
『ウィキペディア革命』（ウィキペディアかくめい; La Révolution Wikipédia; 英語: The Wikipedia Revolution) は、2007年にフランスで出版された書籍で、オンライン百科事典のウィキペディアの信頼性と印刷された参考図書への影響に焦点を当てた、複数の著者による研究書である。主にフランス語版ウィキペディアに注目している。序文はウィキペディア批評者で知られる、ピエール・アスリーヌが寄せている。

## 概要
『ウィキペディア革命』は、ピエール・アスリーヌが指導していたパリ政治学院の、5人のジャーナリズム専攻大学院生によるチームプロジェクトとして始まった。タイトルページに同等に挙げられている著者は、ピエール・グルデン、フロランス・オクリ、ベアトリス・ロマン=アマ、デルフィーヌ・スーラ、そしてタシロ・フォン・ドロステ・ツー・ユルショフである。本文はウィキペディアをバランスよく探求し、『ネイチャー』誌2005年12月に掲載されたウィキペディアとブリタニカ百科事典との比較について詳細に分析している。この比較はこの本の主テーマと関連し、副題「百科事典は死ぬのか？（日本語版は「そこで何が起きているのか？」）」に示されている。本書はフランスの百科事典と辞典編集者へのインタビューも収録している。
『ウィキペディア革命』はウィキペディアの内部構造を研究し、エスプリ・フガーセへのインタビューも含むフランス語版ウィキペディアの現役執筆者数人の動機を報告している。『インターネットとオピニオン』の書評では、このセクションに明らかにネガティブな強調が見られ、Essjay騒動（既に本で取り上げられている）を例として、ウィキペディアの修正メカニズムについて指摘している。「Essjayは投稿禁止となり、彼のウィキペディアページは閉じられた。ウェブ上で無秩序が支配していると誰がいっただろうか？」。
冒頭に長文の序文「情報ソースに何が起きているのか」を書いたピエール・アスリーヌは、激しい反ウィキペディア派で、懐疑的だが中立的アプローチの主要執筆者との間に埋めがたい溝がある。国立高等情報科学図書館学校の機関誌の比較的懐疑的なアプローチを除き、『ウィキペディア革命』の批評は、本そのものよりウィキペディアに対し好意的である。「Shvoong」サイトは「ウィキペディアは不穏だ。それは日々活気づき、存在感を増している……それは伝統的な秩序を、利用者がプロジェクトに参加することでくずしている」と書いた。
『ウィキペディア革命』で取り上げられているテーマのひとつは、フランス語版ウィキペディアに意図的にいくつか間違いを挿入し、修正されるまでにどのくらい時間がかかるか観察することだった。アスリーヌによると、彼は学生たちに「これはグループ研究で、数ヶ月かかる。ウィキペディアをよく観察してそれがいかに機能しているか探るのだ」と語った。この経験は、学生プロジェクトが提出された時にフランスの日刊紙リベラシオンで報じられた。ウィキペディアンたちが破壊行為とみなした記事の編集に関する情報は、フランス語版ウィキペディアの管理者の調査と、IPアドレスからの編集のブロックにつながった。アドレスはパリ政治学院のネットワークのものであった。ジャーナリズム学校長アニエス・ショーヴォーは、学生たちは「百科事典を妨害したのではない」とクレームを出し、研究所は「罰せられた」と主張した。

## 出版
- Pierre Gourdain, Florence O'Kelly, Béatrice Roman-Amat, Delphine Soulas, Tassilo von Droste zu Hülshoff, La Révolution Wikipédia. Preface by Pierre Assouline. Paris: Éditions Mille et Une Nuits, 2007. ISBN 978-2-7555-0051-6
  - ピエール・アスリーヌ、ピエール・グルデン、フロランス・オクリ、ベアトリス・ロマン=アマ、デルフィーヌ・スーラ、タシロ・フォン・ドロステ・ツー・ユルシェフ 著、佐々木勉 訳『ウィキペディア革命：そこで何が起きているのか?』岩波書店、2008年。ISBN 978-4-00-022205-1。